# Stefan Simonsson
Stefan Simonsson (Hyltebruk, 5 gennaio 1960) è un ex tennista svedese.
Suo fratello è Hans Simonsson.

## Carriera
In carriera ha vinto due tornei di doppio. Nel 1983 l'ATP Bordeaux in coppia con Magnus Tideman e nel 1985 il Dutch Open in coppia con il fratello Hans.
In Coppa Davis ha disputato 7 partite, collezionando 2 vittorie e 5 sconfitte.

## Statistiche

### Doppio

#### Vittorie (2)
| Numero | Anno | Torneo                 | Superficie  | Compagno       | Avversari in finale               | Punteggio |
| 1.     | 1983 | ATP Bordeaux, Bordeaux | Terra rossa | Magnus Tideman | Francisco Yunis Juan Carlos Yunis | 6-4, 6-2  |
| 2.     | 1985 | Dutch Open, Hilversum  | Terra rossa | Hans Simonsson | Carl Limberger Mark Woodforde     | 6-3, 6-4  |